# Luis Pérez Companc
Luis Pérez Companc (Buenos Aires, 2 januari 1972) is een Argentijns autocoureur en rallyrijder. Zijn broer Pablo is eveneens autocoureur.

## Carrière

### Rally

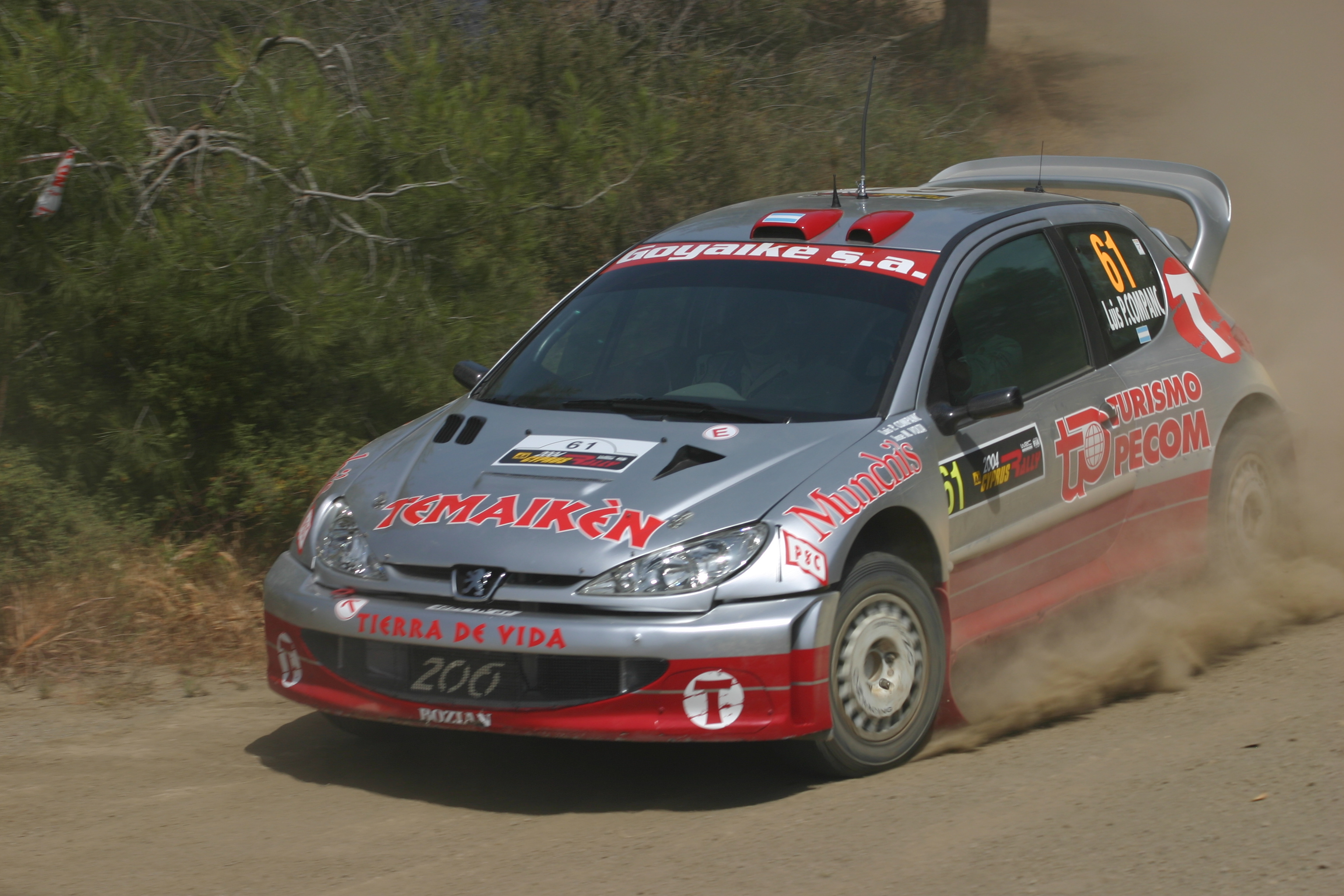
Luis Pérez Companc tijdens de Rally van Cyprus 2004.

Pérez Companc nam vaak deel aan nationale rally's voordat hij in 2001 in het wereldkampioenschap rally debuteerde. In zijn eerste jaren in het WK reed hij enkel in de Rally van Argentinië. In 2004 reed hij vier rally's voor Bozian Racing in een Peugeot 206 WRC, waar hij in Argentinië zijn eerste WK-punten behaalde met een zesde plaats. In 2005 werd hij fabriekscoureur bij Ford, waar hij in de rally's van Nieuw-Zeeland en Argentinië in een Ford Focus RS WRC bij het Ford World Rally Team reed.
In 2006 reed Pérez Companc de helft van de rally's voor het privéteam Stobart VK Ford Rally Team, net een zevende plaats in 2006 als beste resultaat. In 2007 stapte hij over naar een ander privéteam, het Munchi's Ford World Rally Team, waar hij in tien van de zestien rally's reed. Een vijfde plaats in Japan was hier zijn beste uitslag. In 2008 reed hij nog twee rally's voor Munchi's, maar viel beide keren uit. In Finland reed hij zijn laatste rally in het WK.

### Sportwagens
In 2008 begon Pérez Companc in sportwagens te racen en debuteerde hij in de FIA GT. Hij reed voor het team Advanced Engineering Pecom Racing Team in een Ferrari F430 en deelde de auto met zijn landgenoot Matías Russo. Het duo reed in de GT2-klasse, waarin het in de seizoensfinale op Potrero de los Funes Circuit een overwinning behaalde. Zij werden elfde in het klassement.
In 2009 reden Pérez Companc en Russo opnieuw voor Pecom in de GT2-klasse van de FIA GT. In de 24 uur van Spa-Francorchamps reed Pérez Companc echter voor AF Corse, die hij samen met Toni Vilander, Gianmaria Bruni en Jaime Melo, Jr. wist te winnen. Zodoende werd hij zesde in de eindstand. In 2010 stapten Pérez Companc en Russo met Pecom over naar de Le Mans Series, waarin zij zevende in de LMGT2-klasse werden. In 2011 kwamen zij binnen het kampioenschap uit in de LMP2-klasse en werden zij vijfde.
In 2012 stapte Pérez Companc over naar het FIA World Endurance Championship (WEC), waarin hij voor Pecom in de LMP2-klasse reed. Zijn vaste teamgenoot dat jaar was Pierre Kaffer, terwijl Soheil Ayari en Nicolas Minassian afwisselend de derde coureur waren. In de 6 uur van Bahrein behaalde hij zijn eerste zege in het kampioenschap. Er was nog geen officieel kampioenschap voor LMP2-coureurs, waardoor hij met 34,5 punten zestiende werd in de eindstand.

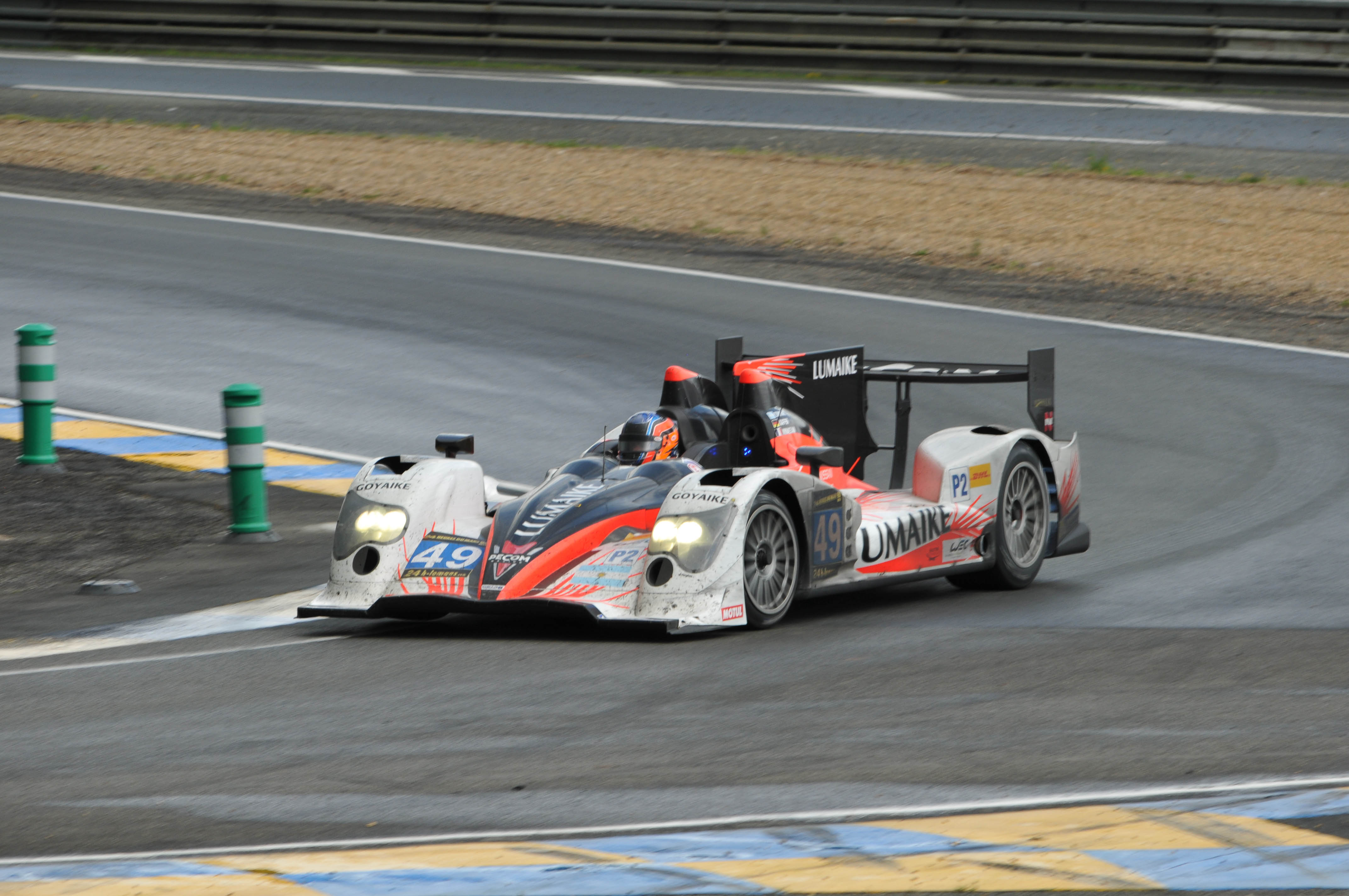
Luis Pérez Companc tijdens de 24 uur van Le Mans in 2013.

In 2013 reden Pérez Companc, Kaffer en Minassian opnieuw voor Pecom in de LMP2-klasse van het WEC. Het trio behaalde de zege in de 6 uur van Spa-Francorchamps en stond hiernaast nog drie keer op het podium. Met 110 punten werden zij vierde in het klassement. In 2014 stapte hij over naar de LMGTE Am-klasse, waarin hij met Marco Cioci en Mirko Venturi een team vormde bij AF Corse. Opnieuw behaalde hij de overwinning in de 6 uur van Spa-Francorchamps. Halverwege het jaar verving het team echter alle coureurs en Pérez Companc maakte het seizoen niet af. De daaropvolgende vijf jaar was hij niet in de autosport te vinden.
Pas in 2019 keerde Pérez Companc terug in het WEC in de LMGTE Am-klasse, waar hij de laatste drie races voor Clearwater Racing reed. Matt Griffin en Matteo Cressoni waren zijn teamgenoten. Hij werd derde in de laatste twee races in Spa-Francorchamps en Le Mans en werd zo met 38 punten vijftiende in de eindstand. Hierna verliet hij weer enige jaren de autosport.
In 2022 reed Pérez Companc in de vier langeafstandsraces van het IMSA SportsCar Championship in de GTD-klasse bij AF Corse als teamgenoot van Simon Mann en Toni Vilander. Tijdens de 24 uur van Daytona, waar zij ook met Nicklas Nielsen reden, werden zij vierde, terwijl zij in de 12 uur van Sebring een podiumplaats behaalden.
In 2023 keerde Pérez Companc terug in de LMGTE Am-klasse van het WEC, waarin hij voor Richard Mille AF Corse de auto deelde met Alessio Rovera en Lilou Wadoux. Het trio behaalde een podiumfinish in de 6 uur van Portimão en een overwinning in de 6 uur van Spa-Francorchamps.